# Розв'язання рівнянь
У математиці розв'язати рівняння означає знайти всі значення невідомої змінної (числа, функції, множини тощо) такі, що, при підстановці їх в задане  рівняння, перетворюють його на правильну рівність, або довести, що таких значень невідомої змінної не існує.
Ці значення невідомої змінної рівняння називаються розв'язками або коренями рівняння.
Рівняння може містити одну або декілька невідомих змінних у виразах, що розділені знаком рівності. 

Іншими словами, розв'язком є вираз або сукупність виразів (по одному для кожного невідомого), така, що за умови заміни ними невідомих, рівняння перетворюється на рівність. 

Квадратична формула — символьний розв'язок для квадратного рівняння. Задавши відомі значення коефіцієнтів, можна отримати числовий розв'язок для квадратичної формули, що відповідає цим коефіцієнтам.

Розв'язок рівняння може бути числовим або символьним. Числовий розв'язок подається лише у вигляді чисел або числового виразу (а не як вираз за участю змінних). 
Символьний розв'язок рівняння являє собою вираз або вирази, які містять відомі змінні або змінні, які не були присутні в початковому рівнянні (розв'язок в параметричному вигляді).

## Приклад
Наприклад, в рівнянні з двома змінними: x + y = 2x – 1 невідомою змінною є x; його розв'язком є вираз x = y + 1, оскільки підставивши y + 1 замість x в задане рівняння, отримаємо в результаті (після розкриття дужок та зведенні подібних членів) правильну рівність:
(y + 1) + y = 2(y + 1) – 1, 
2y + 1 = 2y + 1.
Крім того, за невідому змінну можна прийняти y, тоді рівняння матиме розв'язок y = x – 1. 
Також x і y обидва можуть розглядатися як невідомі, тоді рівняння матиме множину розв'язків: 
(x, y) = (t + 1, t) або в іншому вигляді: {\displaystyle {\begin{cases}x=t+1\\y=t\end{cases}}}, що є символьним (параметризованим) розв'язком цього рівняння. Якщо підставити в цей символьний розв'язок конкретні значення чисел, завжди можна отримати числовий розв'язок; наприклад, значення t = 0 дає (x, y) = (1, 0) (тобто, x = 1 і y = 0), а значення t = 1 дає (x, y) = (2, 1).
Які змінні в рівнянні є відомими, а які невідомими, визначається в формулюванні завдання за допомогою, наприклад, таких фраз: «рівняння в x і y» або «вирішити для x і y», які вказують, що в данному випадку невідомими є змінні x і y.
Для позначення невідомих змінних зазвичай заведено використовувати літери латинського алфавіту x, y, z, …
Для позначення відомих, частіше використовують літери a, b, c, …, які часто називають параметрами. Так роблять при розгляді поліноміальних рівнянь, наприклад, квадратних рівнянь. Однак, для деяких завдань всі змінні можуть грати будь-яку роль.
Завдання на вирішення рівняння може вимагати знайти один (будь-який придатний) розв'язок або декілька (чи всі) розв'язки рівняння. Множина всіх коренів рівняння називається множиною розв'язків. 
Також може ставитися завдання по знаходженню найкращого (за якимсь параметром) з усіх розв'язків рівняння. Задачі такого роду називають задачами оптимізації. Знаходження розв'язків задач оптимізації, як правило, не називають «розв'язуванням рівняння».

## Огляд
У загальному випадку запис рівняння може мати вигляд:
{\displaystyle f\left(x_{1},\dots ,x_{n}\right)=c,}
де x1, ..., xn — невідомі, і c — константа. Розв'язки цієї ситуації є елементами оберненого відображення.
{\displaystyle f^{-1}(c)={\bigl \{}(a_{1},\dots ,a_{n})\in D\mid f\left(a_{1},\dots ,a_{n}\right)=c{\bigr \}},}
де D є областю визначення функції f. Зверніть увагу на те, що множина розв'язків може бути порожньою множиною (коли немає розв'язків), сінґлетоном (тобто, рівно один розв'язок), скінченною або нескінченною (існує декілька або ж безліч розв'язків).
Наприклад, рівняння:
{\displaystyle 3x+2y=21z,}
з невідомими x, y і z, може бути замінене еквівалентним рівнянням за допомогою перетворення, що зберігає його рівнозначність. 
Наприклад, якщо відняти 21z з обох частин рівняння, отримаємо:
{\displaystyle 3x+2y-21z=0}
У даному конкретному випадку розв'язок цього рівняння не буде єдиним, а саме, існує нескінченна множина розв'язків, які можна записати так:
{\displaystyle {\bigl \{}(x,y,z)\mid 3x+2y-21z=0{\bigr \}}.}
Одним частковим розв'язком рівняння є (x = 0, y = 0, z = 0). Також його розв'язками можуть бути — (x = 3, y = 6, z = 1) і (x = 8, y = 9, z = 2). 
Множина розв'язків цього рівняння — це площина в тривимірному просторі, і три точки з наведеними координатами належать цій площині.

## Множина розв'язків

Множина розв'язків рівняння x^{2}/4 + y^{2} = 1 утворює еліпс, якщо інтерпретувати його як множину пар декартових координат.

Множина розв'язків даної множини рівнянь або нерівностей — це сукупність усіх її розв'язків, кожен з яких є кортежем значень, по одному для кожного невідомого, що задовольняє всі рівняння або нерівності. Якщо множина розв'язків порожня, то немає значень невідомих, які задовольняють одночасно всі рівняння та нерівності.
Для простого прикладу розглянемо рівняння
{\displaystyle x^{2}=2.}
Це рівняння можна розглядати як діофантове рівняння, тобто рівняння, для якого шукаються лише цілочисельні розв'язки. У цьому випадку множиною розв'язків є порожня множина, оскільки 2 не є квадратом цілого числа. Однак, якщо шукати дійсні розв'язки, є два розв'язки, {\displaystyle {\sqrt {2}}} та {\displaystyle -{\sqrt {2}}}.
Коли рівняння містить декілька невідомих змінних або коли є декілька рівнянь, але кількість невідомих, більша за кількість рівнянь, тоді множина розв'язків часто є нескінченною. У цьому випадку неможливо перерахувати розв'язки. Для запису розв'язків часто зручно використовувати параметризацію, яка полягає у вираженні розв'язків через деякі невідомі або допоміжні змінні. Це завжди можливо, коли всі рівняння є лінійними.
Такі нескінченні множини розв'язків можна природно інтерпретувати як геометричні фігури, такі як прямі, криві (див. малюнок), площини та, загальніше, алгебраїчні многовиди чи многовиди. Зокрема, алгебричну геометрію можна розглядати як вивчення множин розв'язків алгебричних рівнянь.
Ми вже бачили приклад множини розв'язків, що може описувати поверхню. Наприклад, при вивченні елементарної математики відомо, що множина розв'язків рівняння у вигляді ax + by = c, де а, b і c є сталими дійсними числами, а також a і b не дорівнюють нулю, утворює пряму у векторному просторі  R2. Тим не менш, не завжди буває так, що множину розв'язків можна легко представити — наприклад, розв'язком рівняння, що має вигляд: ax + by + cz + dw = k (a, b, c, d, і k дійсні константи) є гіперплощина.

## Методи розв'язку
Методи розв'язку рівнянь, як правило, залежать від типу рівняння, також і від виду виразів, що пов'язують невідомі і відомі змінні в рівнянні, так і від області визначення функцій, що містять невідомі змінні рівняння. Різноманітність можливих типів рівнянь є досить великою, і тому відповідних методів їх розв'язку також багато. Декілька конкретних типів наведено нижче.
В цілому, для окремих класів рівнянь може не існувати відомого систематизованого методу розв'язку (алгоритму), який гарантовано буде розв'язувати поставлену задачу. Це може бути пов'язано з відсутністю необхідних математичних знань на цей час; деякі математичні задачі були вирішені тільки після багатовікових зусиль, або після впровадження нових математичних теорій чи апаратів. Але це також може означати, що такого методу розв'язку і взагалі не існує, адже, як відомо, деякі математичні задачі не можливо розв'язати за допомогою якогось чіткого алгоритму. Наприклад, нерозв'язність десятої задачі Гільберта  була доведена в 1970 році.
Для деяких класів рівнянь були знайдені алгоритми їх розв'язку, деякі з яких були реалізовані й додані до чинних систем комп'ютерної алгебри, але часто не вимагають застосування складніших підходів ніж прості розрахунки, які можна виконати за допомогою олівця та паперу. У деяких інших випадках відомі евристичні методи, що часто бувають успішними, але не гарантують успіху.

### Метод перебору, метод проб і помилок, здогадка
Якщо множина розв'язків рівняння обмежена скінченною множиною (як це відбувається, наприклад, для рівнянь модульної арифметики), або може бути обмежена скінченним числом можливостей (як у випадку деяких діофантових рівнянь), то множину розв'язків можна знайти за допомогою повного перебору, тобто шляхом тестування кожного з можливих значень (розв'язків-кандидатів). Однак може трапитися така ситуація, що кількість можливостей, які слід розглядати, хоча і скінченна, але настільки величезна, що вичерпний пошук практично нездійсненний; це, по суті, є вимогою для сильних методів шифрування.
Іноді розв'язання задачі можна знайти методом проб і помилок. Наприклад, якщо рівняння за формою має схожість з  іншим рівнянням з відомим розв'язком, то можна зробити здогадку про розв'язок заданого рівняння. І якщо винесене припущення при тестуванні виявляється неправильним (тобто не є розв'язком рівняння), то вивчення того факту, чому саме це припущення не є розв'язком, також може привести до здогадки щодо правильного розв'язку.

### Елементарна алгебра
Рівняння, що складаються із лінійних або простих раціональних функцій з одним дійсним невідомим, скажімо x, такі як
{\displaystyle 8x+7=4x+35\quad {\text{або}}\quad {\frac {4x+9}{3x+4}}=2\,,}
можуть бути розв'язані за допомогою методів елементарної алгебри.

### Системи лінійних рівнянь
Невеликі системи лінійних рівнянь можливо розв'язувати методами елементарної алгебри, аналогічно звичайним рівнянням. Для розв'язку великих систем використовуються алгоритми засновані на методах лінійної алгебри.

### Алгебраїчні рівняння
Для алгебраїчних (поліноміальних) рівнянь до четвертого степеня включно можливо знайти точний розв'язок у вигляді замкнутих аналітичних виразів за допомогою алгебраїчних методів. Найпростішим прикладом є квадратична формула, розв'язок квадратних рівнянь. 
Розв'язок кубічних рівнянь можна знайти за формулою Кардано, розв'язок рівнянь четвертого степеня — методом Феррарі.
Поліноміальні рівняння зі степенем п'ять або вище в загальному випадку не мають коренів у вигляді замкнутих аналітичних виразів і їх розв'язок передбачає застосування загальних чисельних методів (див нижче) або використання спеціальних функцій, таких як корінь Бринга.
Хоча деякі конкретні випадки можуть бути розв'язані алгебраїчно. Наприклад, рівняння
{\displaystyle x^{5}+5x^{4}-10x^{3}-10x^{2}+5x+1=0}
має корінь {\displaystyle x=-1} (За допомогою теореми про раціональний корінь ). А отже, вираз в лівій частині може бути розкладений на множники:
{\displaystyle \left(x+1\right)\cdot \left(x^{4}+4x^{3}-14x^{2}+4x+1\right)=0}
Багаточлен четвертого степеня в свою чергу можна розкласти на добуток двох квадратних багаточленів:
{\displaystyle \left(x+1\right)\cdot \left(x^{2}+2\left({\sqrt {5}}+1\right)x+1\right)\cdot \left(x^{2}-2\left({\sqrt {5}}-1\right)x+1\right)=0}
Таким чином, задане рівняння п'ятого степеня має корені:
{\displaystyle x_{1}=-1}
{\displaystyle x_{2,3}={\sqrt {5}}-1\pm {\sqrt {5-2\cdot {\sqrt {5}}}}}
{\displaystyle x_{4,5}=-{\sqrt {5}}-1\pm {\sqrt {5+2\cdot {\sqrt {5}}}}}
Триквадратне рівняння
{\displaystyle ax^{6}+bx^{3}+c=0,}
може бути зведено до квадратного рівняння за допомогою підстановки x = z1⁄3.

### Діофантові рівняння
Діофантові рівняння — це рівняння, розв'язок яких має бути в цілих числах. У деяких випадках можливо застосувати метод перебору, який згадувався вище. У деяких інших випадках, зокрема, якщо рівняння має одне невідоме, можна розв'язати рівняння для раціональних багатозначних невідомих (дивитись теореми про раціональний корінь), а потім знайти розв'язки діофантового рівняння, обмежуючи множину розв'язків до множини розв'язків з цілими значеннями. Наприклад, поліноміальне рівняння
{\displaystyle 2x^{5}-5x^{4}-x^{3}-7x^{2}+2x+3=0\,}
має раціональні розв'язки x = −1/2 і x = 3, а коли розглядається як діофантове рівняння, воно має єдиний розв'язок x = 3.
Загалом, діофантові рівняння є одними з найскладніших рівнянь для розв'язку.

### Обернені функції
У найпростішому випадку функції однієї змінної, скажімо, h(x), ми можемо розв'язати рівняння виду
h(x) = c, де c є сталою шляхом розгляду того, що відомо як обернена функція h.
З огляду на функцію h : A → B, оберненою функцією, що позначається як h−1 та визначається як h−1 : B → A, є функція така, що
{\displaystyle h^{-1}{\bigl (}h(x){\bigr )}=h{\bigl (}h^{-1}(x){\bigr )}=x\,.}
Тепер, якщо застосувати обернену функцію до обох частин рівняння h(x) = c, де c є сталою величиною в B, ми отримуємо
{\displaystyle {\begin{aligned}h^{-1}{\bigl (}h(x){\bigr )}&=h^{-1}(c)\\x&=h^{-1}(c)\\\end{aligned}}}
і ми знайшли розв'язок рівняння. Проте, в залежності від функції, обернену функцію може бути важко знайти або вона не може бути функцією від усієї множини В (тільки на деякій підмножині) і має багато значень в якійсь точці.
Якщо потрібно знайти тільки один розв'язок, а не всю множину розв'язків, то достатньо, щоб виконувалася функціональна тотожність
{\displaystyle h\left(h^{-1}(x)\right)=x.}
Наприклад, проєкція π1 : R2 → R, яка визначається як π1(x, y) = x, не має будь-яких обернених функцій, але можна визначити функцію π−1
1 як π−1
1(x) = (x, 0). Тому можна рівняння
π1(x, y) = c
розв'язується наступним чином:
{\displaystyle (x,y)=\pi _{1}^{-1}(c)=(c,0).}
Приклади обернених функцій містять корінь n-го степеня (що є оберненим до xn), логарифм (обернена до ax), обернені тригонометричні функції і W-функцію Ламберта (обернена до xex).

### Розкладання на множники
Якщо вираз лівої частини рівняння P = 0 можна розкласти на множники у вигляді P = QR, то множина розв'язків вихідного рівняння є поєднанням множин розв'язків двох рівнянь Q = 0 і R = 0. Наприклад, рівняння:
{\displaystyle \mathrm {tg} \ x+\mathrm {ctg} \ x=2}
можна переписати, використовуючи тотожність {\displaystyle \mathrm {tg} \,x\,\mathrm {ctg} \,x=1}, наступним чином:
{\displaystyle {\frac {\mathrm {tg} ^{2}\ x-2\mathrm {tg} \ x+1}{\mathrm {tg} \ x}}=0,}
Яке можна розкласти на множники наступним чином:
{\displaystyle {\frac {(\mathrm {tg} \ x-1)^{2}}{\mathrm {tg} \ x}}=0.}
Розв'язання, таким чином, буде еквівалентне розв'язанню рівняння {\displaystyle \mathrm {tg} \,x=1}, і, таким чином, є множиною:
{\displaystyle x={\tfrac {\pi }{4}}+k\pi ,k=\ldots ,-2,-1,0,1,2,\ldots .}

### Чисельні методи

Приклад використання метода Ньютона-Рафсона для розв'язування рівняння, що еквівалентно знаходженню кореня функції (де — зображена на графіку функція). Метод Ньютона-Рафсона є процедурою, що дозволяє знайти числовий розв'язок.

Іноді рівняння, що виникають при вирішенні практичних задач, не мають точного аналітичного розв'язку. Або корені рівняння мають надто складні аналітичні вирази, що мало придатні для знаходження їх числових значень. Також при розв'язку складних рівнянь дійсних або комплексних змінних, прості методи розв'язку рівняння можуть зазнати невдачі. 
В таких випадках застосовують ітеративні методи пошуку наближеного рішення. Можуть бути використані такі методи як метод простої ітерації, метод Ньютона-Рафсона, або інші чисельні методи для пошуку наближеного числового розв'язку рівняння, якого для практичних цілей може бути цілком достатньо.

### Матричні рівняння
Рівняння, що містять матриці і вектори дійсних чисел часто можуть бути розв'язані за допомогою методів лінійної алгебри.

### Диференціальні рівняння
Існує величезна кількість методів розв'язування різних видів диференціальних рівнянь, як чисельним, так і аналітичним способами. Конкретний клас задач, які розглядаються в цьому напрямку належить до інтегрування, і аналітичні розв'язки такого роду задач тепер називають символьним інтегруванням. Розв'язки диференціальних рівнянь можуть бути неявними або явними.